# Colibrí amazília de capell blau
El colibrí amazília de capell blau (Amazilia cyanifrons) és una espècie d'ocell de la família dels troquílids (Trochilidae) que habita boscos oberts del nord i est de Colòmbia.

## Taxonomia
S'ha considerat coespecífica amb el colibrí amazília de Guanacaste, tàxon controvertit, conegut a partir d'un únic exemplar trobat al Volcà de Miravalles, a Guanacaste, en Costa Rica, en 1895 i possiblement extint. En principi va ser considerat una subespècie del colibrí amazília de capell blau, com Amazilia cyanifrons alfaroana (Underwood, 1896), o encara con un híbrid. Actualment ha estat considerat una espècie diferent.